# Tadeusz Penar
Tadeusz Penar (ur. 13 grudnia 1936 w Grudziądzu, zm. 15 września 1988 w Pelplinie) – polski duchowny rzymskokatolicki, doktor nauk biblijnych w Wyższym Seminarium Duchownym w Pelplinie.

## Życiorys
Był synem Kazimierza (zawodowego wojskowego) i Czesławy z Piaseckich. Uczęszczał do Niższego Seminarium Duchownego Leoninum w Wejherowie, następnie do Collegium Marianum w Pelplinie, gdzie w 1954 uzyskał prywatną maturę, potwierdzoną egzaminem państwowym w Korespondencyjnym Liceum Ogólnokształcącym w Gdańsku pięć lat później. W latach 1954–1959 studiował w Wyższym Seminarium Duchownym w Pelplinie, tam też 19 września 1959 przyjął święcenia kapłańskie.
Przez rok pracował jako wikariusz w Starogardzie Gdańskim, by w 1960 rozpocząć studia magisterskie z biblistyki na warszawskiej Akademii Teologii Katolickiej. Po obronie pracy dyplomowej był na tej uczelni asystentem w Katedrze Filologii Biblijnej pod kierunkiem Pawła Nowickiego (1963-1964). W 1964 wyjechał na dalsze studia do Rzymu, w Papieskim Instytucie Biblijnym uzyskał licencjat nauk biblijnych (1966), a następnie doktorat (1973). Rozprawę doktorską Philological notes on the Hebrew fragments of Ben Sira przygotował pod kierunkiem amerykańskiego jezuity Mitchella Dahooda. Lata 1973-1975 Penar spędził w niemieckim Erfstadt jako nauczyciel religii i szpitalny kapelan.
Od 1975 był wykładowcą pelplińskiego seminarium, w którym wykładał introdukcję biblijną oraz prowadził lektorat z łaciny, greki i angielskiego. Ogłaszał publikacje na łamach czasopism polskich ("Studia Pelplińskie", "Orędownik Diecezji Chełmińskiej") i zagranicznych ("Biblica"), był również autorem kilku książek: Wstęp szczegółowy do ksiąg Nowego Przymierza (1982), Wstęp ogólny do Pisma świętego (1984), Graecitas Neotestamentaria (1981, podręcznik do języka greckiego). Pasjonował się językami obcymi, szczególnie biblijnymi, w czasie pracy w Rzymie jako asystent ks. Dahooda wykładał język ugarycki.

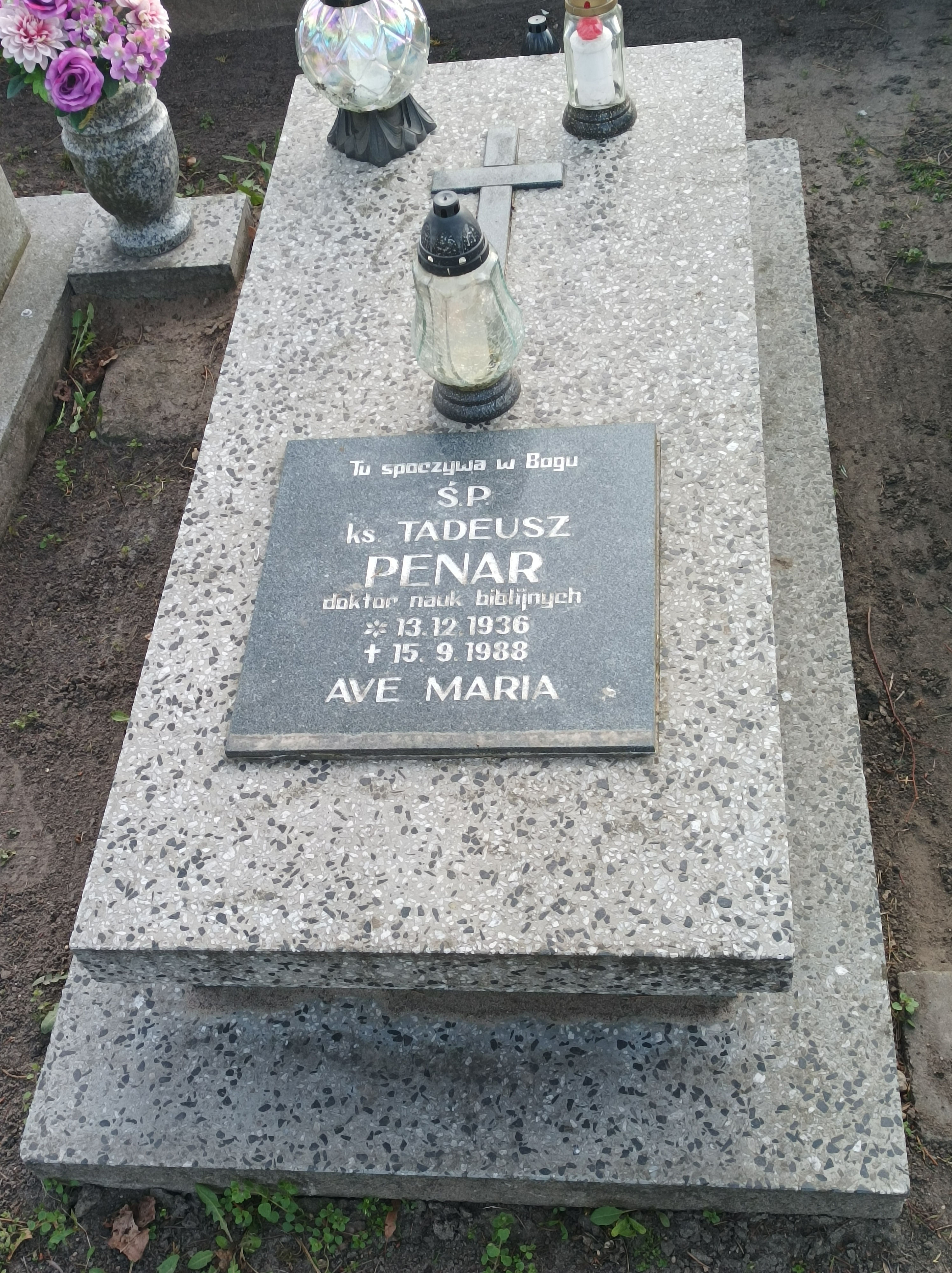
Grób ks. Tadeusza Penara w Pelplinie

Został pochowany w Pelplinie.